# Anogia
Anogia (griechisch Ανώγεια [aˈnɔʝi̯a] (n. pl.)) ist eine Gemeinde (Δήμος, Dimos) im Nordosten des Psiloritis-Massivs im Regionalbezirk Rethymno auf der griechischen Mittelmeerinsel Kreta, einer der 13 Regionen Griechenlands.
Die heutige Gemeinde Anogia ist eine der wenigen griechischen Gemeinden, die durch das Kallikratis-Gesetz aus dem Jahr 2010 unverändert blieb. Bereits 2006 waren die 1997 nach Anogia eingemeindeten Dörfer Axos und Zoniana ausgegliedert worden: Axos kam zur Gemeinde Kouloukonas, Zoniana wurde eine eigenständige Landgemeinde. Kouloukonas und Zoniana wurden 2010 in die neue Gemeinde Mylopotamos eingegliedert. Laut der Volkszählung vom Jahr 2011 lebten zu diesem Zeitpunkt insgesamt 2379 Einwohner ständig im Gemeindegebiet, davon 2.319 in Anogia selbst sowie 60 in dem Weiler Sisarcha.

## Geografie

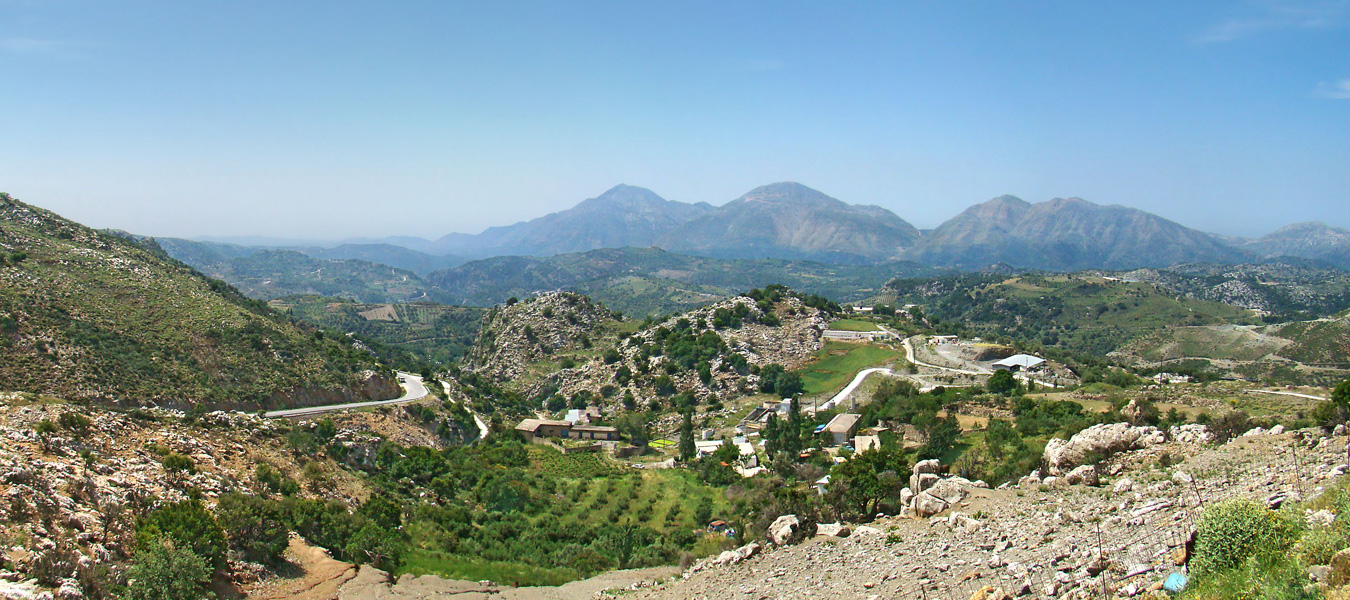
Umland von Anogia

Die Gemeinde Anogia befindet sich an der Ostgrenze des Regionalbezirks Rethymno zum Regionalbezirk Iraklio. Sie grenzt im Nordwesten an die Gemeinde Mylopotamos, im Nordosten an Malevizi, im Süden an Festos und im Südosten an Gortyna.
Anogia ist 54 Kilometer von der Regionalbezirkshauptstadt Rethymno entfernt und liegt südöstlich an der Straße Rethymno – Panormo – Perama – Anogia. Die Entfernung zur Inselhauptstadt Iraklio beträgt 36 Kilometer. Nach Iraklio führt die Straße über Sklavokambos und Tylisos. Im Süden des Gemeindegebietes befindet sich die Nida-Hochebene mit der Idäischen Grotte. Aufgrund der abgeschiedenen Lage haben sich lokale Bräuche, Trachten und ein starker Dialekt erhalten.

## Geschichte
In spätminoischer Zeit befand sich in der Nähe die Villa von Zominthos. Beim heutigen Ortsteil Axos lag das antike Oaxos.
Im Zweiten Weltkrieg war der Ort ein Zentrum des Widerstands gegen die Deutschen, die mehrmals gegen Einwohner des Dorfes vorgingen. Am 13. August 1944 zerstörten sie das Dorf als Vergeltung für die von Patrick Leigh Fermor organisierte Entführung des deutschen Generalmajors Heinrich Kreipe, Kommandeur der 22. Infanterie-Division. Der Befehl lautete, das ganze Dorf solle völlig zerstört und jeder männliche Einwohner im Umkreis von einem Kilometer um das Dorf getötet werden. Nach dem offiziellen Totenregister wurden während der gesamten Besatzungszeit 117 Einwohner von den Deutschen exekutiert. Nach dem Krieg wurde das Dorf wieder aufgebaut.
Befehl vom 13. August 1944: „Da die Stadt Anogia ein Zentrum der englischen Spionagetätigkeit auf Kreta ist, da die Einwohner Anogias den Sabotageakt von Damasta ausgeführt haben, da die Partisanen verschiedener Widerstandsgruppen in Anogia Schutz und Unterschlupf finden und da die Entführer Generals Kreipe ihren Weg über Anogia genommen haben, wobei sie Anogia als Stützpunkt bei der Verbringung nutzten, befehlen wir den Ort dem Erdboden gleichzumachen und jeden männlichen Einwohner Anogias hinzurichten der innerhalb des Dorfes oder in seinem Umkreis in einer Entfernung bis zu einem Kilometer angetroffen wird. Chania den 13. August 1944. Der Kommandant der Festung Kreta, H. Müller“.

## Wirtschaft

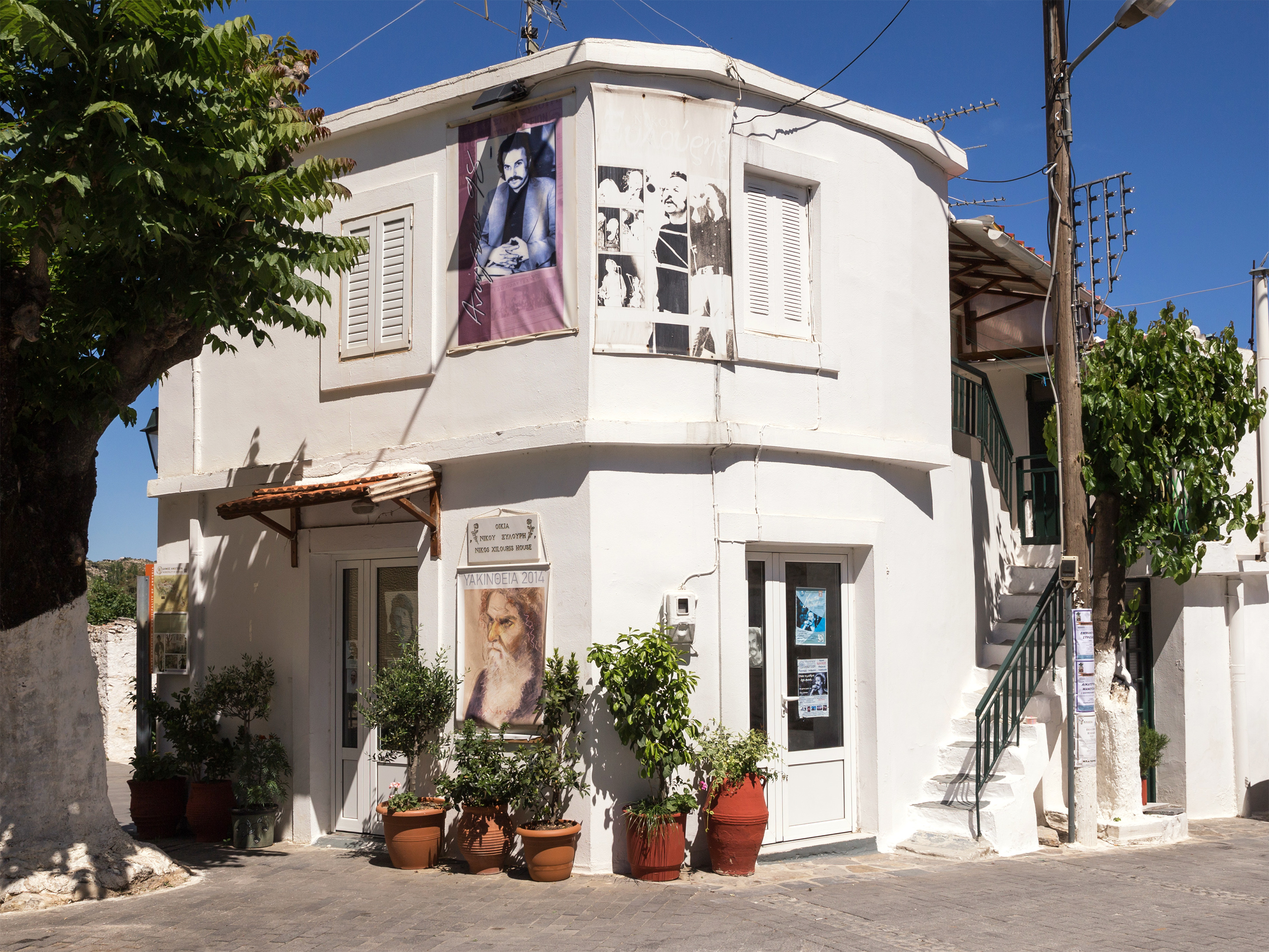
Anogia (Kreta), Haus von Nikos Xylouris

Anogia ist mit ca. 100.000 Schafen und Ziegen ein Zentrum der Viehwirtschaft. Im Sommer weiden die Schaf- und Ziegenherden auf der Nidahochebene.
Heute ist Anogia auch ein beliebtes Ausflugsziel für Touristen. Der Ort ist weithin bekannt ist Anogia für seine gewebten Handarbeiten bekannt. Die Frauen des Ortes haben sich zu einem Kollektiv zusammengeschlossenen um sie zu fertigen und zu vermarkten. Verkaufsgeschäfte in der Hauptstraße und umliegenden Gassen prägen das Erscheinungsbild des Ortes. Viele Werkstätten sind öffentlich zugänglich. Dort kann das Weben auf großen Webstühlen besichtigt werden.
Anogia ist bekannt als Heimatort vieler bekannter kretischer Musiker und Dichter von Mantinaden, darunter vor allem die Familie Xylouris mit Nikos Xylouris (1936–1980).

## Museum
In einem kleinen privaten Museum sind Werke des Malers und Bildhauers Alkibiades Skoulas ausgestellt, die in naivem Stil vom Ende der türkischen Besatzung, vom Alltag der Menschen und von der leidvollen Geschichte des Zweiten Weltkriegs berichten.

## Besteigung des Psiloritis

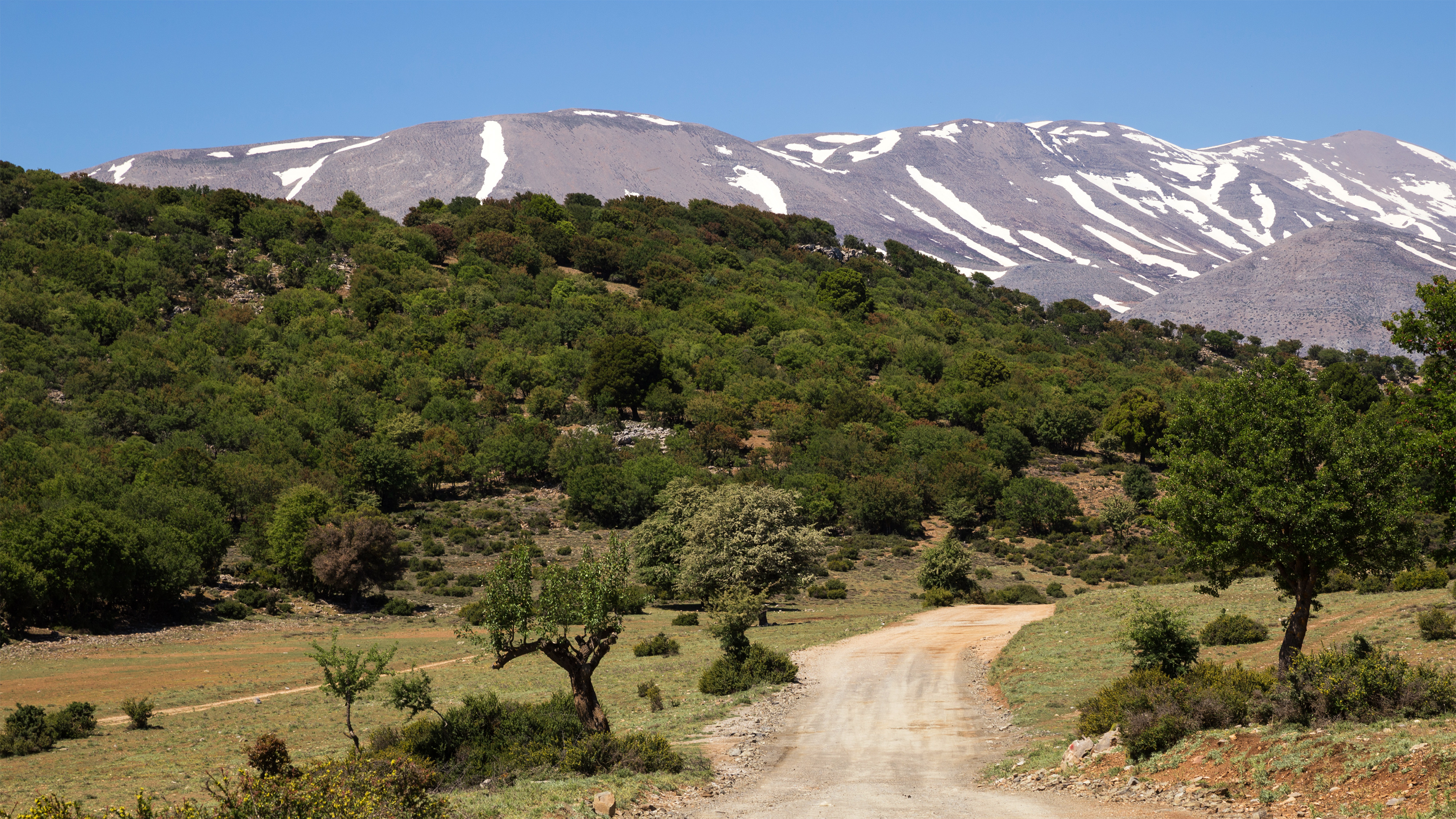
Psiloritis

Anogia ist Ausgangspunkt für die Besteigung des Psiloritis, dem mit 2456 m höchsten Gipfel Kretas. Vom Ort führt eine 16 km lange schmale Bergstraße zur Nida-Hochebene hinauf, an der ein als Europäischer Fernwanderweg E4 markierter Bergpfad beginnt. Bis hinauf zum Gipfel ist eine Gehzeit von gut vier Stunden einzuplanen, dabei werden etwa 1000 Höhenmeter aufgestiegen.

## Söhne und Töchter der Gemeinde
- Spyridoula Toutoudaki (* um 1960), Sängerin
- Nikos Xylouris (1936–1980), Musiker (siehe oben)
- Psarantonis Xylouris (* 1942), Musiker
- Giorgis Xylouris (* 1965), Musiker

## Belege
1. 1 2  Ergebnisse der Volkszählung 2011 beim Nationalen Statistischen Dienst Griechenlands (ΕΛ.ΣΤΑΤ) (Memento vom 27. Juni 2015 im Internet Archive) (Excel-Dokument, 2,6 MB)
2. ↑  Rolf Goetz: Rother Wanderführer Kreta. Bergverlag Rother, München 2025. ISBN 978-3-7633-1409-6, S. 202–205